# Dawsonia
Dawsonia R. Br., 1811 è un genere di muschi della famiglia delle Polytrichaceae.

## Tassonomia
Comprende le seguenti specie:
- Dawsonia beccarii Broth. & Geh.
- Dawsonia gigantea Müll. Hal. ex Geh.
- Dawsonia grandis Geh.
- Dawsonia insignis Lorch
- Dawsonia lativaginata Wijk
- Dawsonia limbata Dixon
- Dawsonia longiseta Hampe
- Dawsonia papuana F. Muell. ex Geh.
- Dawsonia polytrichoides R. Br.
- Dawsonia pulchra Wijk
- Dawsonia pullei M. Fleisch. & Reimers
- Dawsonia superba Grev.
- Dawsonia victoriae Müll. Hal.